# 溝口インターチェンジ
溝口インターチェンジ（みぞくちインターチェンジ）は、鳥取県西伯郡伯耆町金屋谷の米子自動車道のインターチェンジである。

## 歴史
- 1989年12月14日 : 江府IC - 米子IC間の供用開始により開通。

## 道路
- E73 米子自動車道（5番）

## 接続する道路

### 直接接続
- 鳥取県道45号倉吉江府溝口線

### 間接接続
- 国道181号

## 料金所

### 入口
ブース数：2
- ETC専用：1
- 一般：1

### 出口
ブース数：2
- ETC専用：1
- 一般：1

## 溝口バスストップ
インターチェンジ出入口から鳥取県道45号倉吉江府溝口線を大山方面に130m進んだ場所にある溝口展望駐車場に高速バス専用のバス停留所が設けられている。バス事業者は溝口インター（みぞくちインター）という呼称を使用している。
構内はアルファベットの「P」を左右反対にした形をしており、時計回りで走行する。
駐車場にはトイレと公衆電話がある。
日本交通 (鳥取県)が関係する、米子を発着する一部の路線・便が停車する。いずれの路線も、下りは降車専用・上りは乗車専用となっており米子方面との直接の行き来は出来ない。

### 停車する路線
| のりば         | 方面         | 愛称         | 会社名                               | 行先                                              | 備考           |
| -------------- | ------------ | ------------ | ------------------------------------ | ------------------------------------------------- | -------------- |
| 溝口展望駐車場 | 米子道上り線 | 山陰特急バス | 日本交通 (鳥取県)・日本交通 (大阪府) | 大阪（なんば (OCAT)・弁天町）                     | 一部便のみ停車 |
| 溝口展望駐車場 | 米子道上り線 | 山陰特急バス | 日本交通 (鳥取県)・日本交通 (大阪府) | 神戸（三宮バスターミナル）・大阪（なんば (OCAT)） | 夜行便         |
| 溝口展望駐車場 | 米子道上り線 | 山陰特急バス | 日本交通 (鳥取県)・日本交通 (神戸市) | 神戸（三宮バスターミナル）                        | 一部便のみ停車 |
| 溝口展望駐車場 | 米子道下り線 | 降車専用     | 降車専用                             | 降車専用                                          | 降車専用       |

### バス停へのアクセス
- 伯耆町型バス事業スクールバス（金屋谷線・アイノピア線）・デマンドバス（循環線） 溝口インターバス停

## 周辺
- とっとり花回廊
- 大山 - 本線出口表記にもある。但し、冬は積雪により通行止めとなるため、米子ICから鳥取県道24号米子大山線を利用。
- 大山ヒルズ

## 隣
E73 米子自動車道
(4) 江府IC/BS - (5) 溝口IC/BS -（5-1）大山高原SIC/大山PA/BS - 米子TB - (6) 米子IC